# Gafanha do Carmo
Pour les articles homonymes, voir Gafanha.
Gafanha do Carmo est une paroisse civile portugaise (en portugais : freguesia) de la municipalité d'Ílhavo dans le district d'Aveiro.

## Géographie
Gafanha do Carmo est située dans la région d'Aveiro, sur la côte Atlantique du Portugal. Le village est séparé de sa plage et de l'Océan par la lagune de la Ria d'Aveiro.

## Histoire
La paroisse de Gafanha do Carmo est créée en 1960, à partir d'un territoire de la paroisse d'Ílhavo.

## Démographie
Lors du recensement de 2021, Gafanha do Carmo compte 1 691 habitants. C'est la paroisse la moins peuplée de la municipalité d'Ílhavo.